# Donnchad mac Cellaig
Donnchad mac Cellaig (également nommé Donnchadh Ramhor, ou le Gros) est roi d'Osraige de 934 à 976. Il est le fils du roi Cellach mac Cerbaill (mort en 908) et de son épouse, Echrad ingen Matudán. Il accède au trône à la mort de son frère Cuilén mac Cellaig (928-933) et gouverne ses domaines pendant une quarantaine d'années

## Biographie
Le royaume sur lequel règne Donnachad mac Cellaig pendant 31 ans (?) suivant la liste « Reges Ossairge » du Livre de Leinster et qui était devenu une puissance importante à l'époque de son grand-père, Cerball mac Dúnlainge, avait perdu sa prééminence à la suite de conflits internes sous le règne de son père.
Les Annales des quatre maîtres relèvent en 937 la mort de l'un de ses frère;  « Flan fils de Ceallach » tanaiste d'OsraigeL'Osraige donnait désormais des otages Muirchertach mac Neill, le roi Ailech, qui était le beau-frère de Donnachad dont il avait épousé la sœur Dubhdara en 940. Toutefois Donnachad mac Cellaig remporte plusieurs combats victorieux, dont un sur le « Hommes de Leinster » à Dublin en 945/947 au cours duquel Bróen mac Máelmórda, roi de Leinster et Cellach mac Diarmaid roi des Hy Kinseleach sont tués et ensuite sur les Norvégiens-Gaëls d'Olaf Kvaran en 964 à Inistioghe (Inis Teoc) dans l'actuel comté de Kilkenny,, bien qu'il subisse de lourdes pertes en 972 dans la région à l'ouest de la Liffey lorsqu'un de ses fils est tué avec 200 hommes et 60 chefs en luttant contre les Ui Muirithaigh. En 985 les « Hommes de Leinster » envahissent encore l'Osraige  et pillent le Haut-Ossory sont petit-fils Riacan fils de Muiredeach est tué lors de l'incursion.
Comme son père il est considéré comme un souverain pieux et généreux envers les pauvres de ses domaines, il renforce l'église d'Irlande et particulièrement dévot de Patrick d'Irlande il nomme son héritier présomptif Gilla Pátraic mac Donnchada c'est-à-dire « Serviteur de Patrick », futur roi et éponyme de la lignée des Mac Giolla Phádraig. Donnachad mac Cellaig meurt pacifiquement en 976 et il est inhumé avec ses ancêtres dans le cimetière de Saighir Chiarain.

## Jugements
« Donnchadh, roi d'Ossory, fils de Cellach et beau-père de Donnchadh, fils de Flann, roi d'Irlande, était un homme d'une piété singulière. Il consacra une grande partie de son temps à la prière au Dieu Tout-Puissant, nettoya fréquemment les taches de son âme par la confession et se fortifia dans la vertu par de fréquentes communions. Par son zèle, toutes les principales églises d'Ossory ont pu dispenser, par les privilèges des Apôtres, une charité très libérale envers les pauvres: un grand nombre de ses amis prirent aussi des orphelins et d'autres pauvres, sous leur protection; chaque maison d'Ossory était obligée par ses ordres d'avoir trois vases, dans l'un desquels chaque détenu déposait un dixième de sa nourriture; dans un autre était conservée la partie des pauvres communément appelée Mihal [c.-à-d. Mir Michil, portio Sancti Michaelis]; et dans le troisième qui peut être appelé crematha, étaient conservés les miettes et les fragments qui étaient spécialement sous la garde de la maîtresse de maison »
« Les rois d'Ossory sont honorés par nos annalistes d'une distinction particulière, non accordée aux princes des autres territoires mineurs. En donnant le synchronisme des rois de la Pentarchie avec les monarques suprêmes d'Irlande, ils donnent la succession des rois d'Ossory ainsi que de Leinster, Connacht, Munster et Ulster, sur le principe peut-être non de l'étendue territoriale mais de la vertu supérieure des princes »

## Postérité
Donnchadh avait engendré la descendance suivante:
- Diarmait tanaiste tué en 972 lors d'une défaite des « Hommes d'Osraige » en Iarthir-Liphi[10] dont 
  - Cellach mac Diarmata roi d'Osraige (996-1003).
- Muireadhach, tanaiste, meurt en 973[11].
  - Riacán, son fils tué en 985 avec son cousin, le fils de Cuilen par les « Hommes de Leinster »[12]
- Gilla Pátraic mac Donnchada, son successeur.
- Dunghal, tanaiste, tue en 979 par son parent Muireadhach, fils de Flann qui est lui-même tué par vengeance à la fin du même mois[13]
- Tadhg, tanaiste, tué en 991 par les « Hommes du Munster » c'est-à-dire Donndubán fils d'Ivarr de Waterford et Domhnal fils de Fáelan prince des Déisi[14]
- Mor, « reine d'Irlande », meurt en 985[15]
- Sadhbh ou Sabia, également, reine d'Irlande du fait de son mariage en 941 avec Donnchad Donn fils de Flann Sinna dont elle est la 4e épouse.

## Sources
- (en) T.W Moody, F.X. Martin, F.J. Byrne, A New History of Ireland IX Maps, Genealogies, Lists. A companion to Irish History part II, Oxford, Oxford University Press, 2011, 690 p. (ISBN 978-0-19-959306-4), p. 135 Kings of Osraige 842-1176 Table n°9 & Succession Lists: Kings of Osraige a.842-1176 p. 202
- (en) « The FitzPatricks of Ossory  », T. Lyng, Old Kilkenny Review, Vol. 2, no. 3, 1981.
- Stokvis, Anthony Marinus Hendrik Johan, préface de H. F. Wijnman, Manuel d'histoire, de généalogie et de chronologie de tous les États du globe, depuis les temps les plus reculés jusqu'à nos jours, Israël, 1966, p. 272 Table n°28a Généalogie des rois d'Ossory
- (en) William Carrigan The History and Antiquities of the Diocese of Ossory
- (en) J.F. Shearman, « Loca Patriciana: Part XII. The Early Kings of Ossory: The Seven Kings of Cashel Usurpers in Ossory: The Kings of the Silmaelodra-Of the Clan Maelaithgen - Maelduin Mac Cumiscagh-Cearbhall Mac Dungal: The Anglo-Norman Invasion of OssoryMartin the Elder, a Patrician Missionary in Ossory: His Churches », The Journal of the Royal Historical and Archaeological Association of Ireland, vol. 4 no 33/34,‎ 1878, p. 336-408 (JSTOR 25506726) Consulté le 23 mars 2021